# Ваља Бистреј (Караш-Северин)
Ваља Бистреј (рум. Valea Bistrei) насеље је у Румунији у округу Караш-Северин у општини Завој. Oпштина се налази на надморској висини од 309 m.

## Прошлост
По "Румунској енциклопедији" место се први пут помиње 1501. године.
Аустријски царски ревизор Ерлер је 1774. године констатовао да место припада Бистричком округу, Карансебешког дистрикта. Село има милитарски статус а становници су били Власи.

## Становништво
Према подацима из 2002. године у насељу је живело 412 становника, од којих су сви румунске националности.